# Kaze to Ki no Uta
Kaze to Ki no Uta (風と木の詩 lit. La balada del viento y los árboles?) es una serie de manga escrita e ilustrada por Keiko Takemiya. Fue publicada por la editorial Shōgakukan en su revista Shōjo Comic desde 1976 a 1984, siendo reeditada en 1995 por Hakusensha. En 1979, fue galardonada con el prestigioso Premio Shōgakukan para manga shōjo/shōnen. Considerado como un "shōnen-ai clásico", Kaze to Ki no Uta fue uno de los primeros de este género en combinar relaciones románticas y sexuales. Le tomó nueve años a Takemiya convencer a los editores para que aceptaran publicarlo, principalmente debido a su negación en censurar los elementos sexuales de la historia. El manga ha sido licenciado en 2018 en Italia por Edizioni BD, mientras que en España lo ha sido por Milky Way Ediciones.

## Argumento

La ciudad de Arlés, Francia, lugar donde se desarrolla la historia

Serge Battour es el hijo de un rico vizconde y una hermosa mujer gitana llamada Pavia. Situada en Arlés, Francia, a finales del siglo XIX, la historia recoge sus memorias sobre Gilbert Cocteau en la prestigiosa Academia para jóvenes Laconblade. La historia trata temas como el clasismo, racismo, la homofobia, la homosexualidad, el incesto, la pedofilia, la violación, prostitución y el abuso de drogas.
Gilbert Cocteau es un estudiante promiscuo cuya reputación es de un joven de baja moralidad desde que falta frecuentemente a clases y tiene relaciones -no precisamente inocentes- con otros alumnos mayores. De todas maneras, Gilbert es un joven torturado quien ha sido tratado más como un objeto que como un humano durante toda su vida. El principal antagonista en la historia es Auguste Beau, el tío de Gilbert, el cual es una respetada figura de la sociedad que manipula y abusa sexualmente de su joven sobrino. La influencia de Auguste es muy fuerte en Gilbert, hasta tal punto que Gilbert en verdad cree que los dos están enamorados, y Gilbert sigue apasionado por Auguste, incluso en el ácido final cuando descubre que Auguste no es lo que él piensa.
El corazón de oro de Serge se fascina con Gilbert, y trata de ganar su amistad a pesar de ser amenazado con el ostracismo e incluso violencia. Gilbert siempre rechaza las ofertas de amistad de Serge, aunque parece ser que Serge es la única esperanza que tiene Gilbert para escapar de esa vida infernal que lleva. Serge persevera y eventualmente los dos muchachos se convierten en amigos y amantes. Frente a un violento rechazo por parte de los miembros de la facultad y el cuerpo estudiantil, Gilbert y Serge huyen a París y viven como mendigos durante un corto tiempo. En cualquier caso, Gilbert no puede escapar de todos los demonios de su pasado y es incapaz de adaptarse a una vida como pobre, y termina siendo arrastrado hacia una vida de fuertes drogas y prostitución. La historia finaliza cuando Gilbert cree que ha visto a Auguste, bajo influencia de las drogas, y corre alegremente en dirección a un rápido carruaje que le da muerte bajo los cascos y las ruedas. Algunos de los amigos de la pareja -con quienes recientemente se reencuentran- cuidan a un traumatizado Serge después de este suceso.

## Personajes
Gilbert Cocteau (ジルベール・コクトー Jirubēru Kokuō?)
Voz por: Yūko Sasaki
Es el sobrino de quince años de Auguste, quien lo maltrata psicológica y físicamente. Se prostituye para conseguir favores y el centro de su vida es Auguste, aun a pesar de que éste parece no sentir lo mismo por él. Es discriminado en Laconblade por todo el cuerpo estudiantil. Sin embargo, nunca recibe ningún castigo gracias a las generosas donaciones de Auguste al colegio. Al principio, odiaba a Serge por ser su compañero de habitación y por intentar entablar amistad con él -debido a que, según él, Serge solo lo usaba para ser aclamado al defenderlo. 
Serge Battour (セルジュ・バトゥール Seruju Batūru?)
Voz por: Noriko Ohara
Es un huérfano de quince años, hijo de un aristócrata y una hermosa gitana, siendo el único descendiente de la familia Battour, lo que lo convierte en vizconde. Al ser de descendencia gitana, la mayor parte de las personas le tienen recelo por su color de piel, sin embargo, el parecido con su padre es intachable y sus habilidades prodigiosas para el piano (heredadas de él) son indiscutibles, además de su facilidad al montar a caballo. Cuando su padre murió, pidió en su testamento que Serge fuera a la escuela a la que él asistió cuando era joven, Laconblade. Serge es una persona de buen corazón que se niega a creer en la maldad de Gilbert. Además de eso, es considerablemente popular después de echar a un amante de Gilbert de su habitación cuando tenía relaciones. 
Auguste Beau (オーギュスト・ボウ Ōgyusuto Bō?)
Voz por: Kaneto Shiozawa
Poeta, adoptado por la familia Cocteau. Cuando era un muchacho, su hermano mayor lo violó. La esposa de su hermano le fue infiel y tuvo un hijo -Gilbert- con él, lo que lo hace el padre de Gilbert -o su tío, según se mire-. Abusó sexualmente de Gilbert cuando era pequeño y este cree que Auguste lo ama. Auguste dona generosas sumas de dinero, por lo cual nadie -aparte del alumnado- ha levantado alguna queja acerca del comportamiento de Gilbert. 
Jean-Pierre Bonnard (ジャン＝ピエール・ボナール Jan-Piēru Bonāru?)
Famoso pintor (sólo aparece en el manga) de tendencias pedófilas. Secuestró y violó a Gilbert cuando era pequeño y este se intentó suicidar, pero lo salvó Auguste.
Pascal Bisquet (パスカル・ビケ Pasukaru Bike?)
Voz por: Hiroshi Takemura
Es amigo de Serge. Un gran alumno que piensa en la ciencia como el futuro de la humanidad, le aburre lo antiguo y le desagradan las supersticiones. Es el que le dice a Serge qué hacer cuando Gilbert enferma. 
Aryon Rosmariné (アリオン・ロスマリネ Arion Rosumarine?)
Voz por: Yoshiko Sakakibara
Es el estudiante superintendente de Laconblade. Odia a Gilbert y Auguste debido a que Auguste lo violó cuando era un niño pequeño. 
Watts (ワッツ Wattsu?)
Voz por: Jūrōta Kosugi
Profesor de Laconblade y antiguo compañero y amigo del padre de Serge cuando estudiaban (aunque tres años mayor). Le entrega a Serge un retrato de su madre cuando llega a Laconblade. Al principio no estaba seguro de si debía o no hacer que compartiera habitación con Gilbert. 
Carl Meise (カール・マイセ Kāru Maise?)
Voz por: Tsutomu Kashiwakura
Estudiante monitor del salón de Serge y Gilbert. Es bastante religioso y responsable y es el que pide a Serge que intente ser compañero de Gilbert, debido a que cree que puede ser una buena influencia para él. Al principio no le dijo a Serge sobre el porqué todos rechazaban a Gilbert, lo que hizo sentirle culpable y prometerle ayudarle. Vive en el pueblo (no va a los dormitorios del colegio) y tiene un hermano menor llamado Sebastián que aparece en el manga y unos cuantos segundos en el OVA. Además, en los primeros volúmenes del manga, siente una fuerte atracción hacia Gilbert. 
Jacques Dren (ジャック・ドレン Jakku Doren?)
Voz por: Shō Hayami
El conserje del colegio. Gilbert le promete que podrá hacer con él "todo lo que quiera" si logra que Serge ya no sea su compañero de habitación. Cuando entró a la habitación de Gilbert y Serge, Serge lo echó, causando así su expulsión del colegio. 
Louis Renet (ルイ・ルネ Rui Rune?)
Voz por: Koichi Chiba
Profesor de piano que antiguamente le hizo clases al padre de Serge. Admira el gran talento de Serge, así que le ofrece darle clases. 
Paiva (パイヴァ Paiva?)
La madre de Serge, quien murió antes de comenzar la serie. Una prostituta gitana notablemente sofisticada que se fugó con Aslan a los 17 años.